# Вермеля
Вермеля (порт. Vermelha; МФА: [vɨɾ.ˈmɐ.ʎɐ]) — парафія в Португалії, у муніципалітеті Кадавал. Розташована в західній частині країни, на теренах історичної португальської провінції Ештремадура. Входить до складу округу Лісабон. За адміністративним поділом, чинним до 1976 року, терени парафії були складовою провінції Ештремадура. Належить до Лісабонського патріархату Католицької церкви. Патрон — святий Симон. Площа — 11,9870 км². Населення — 1288 ос. (2011). Слабо урбанізований регіон. Густота населення — 107,45 осіб/км²
. Код — 110409.

## Населення
| Кількість мешканців | Кількість мешканців | Кількість мешканців | Кількість мешканців | Кількість мешканців | Кількість мешканців | Кількість мешканців | Кількість мешканців | Кількість мешканців | Кількість мешканців | Кількість мешканців | Кількість мешканців | Кількість мешканців | Кількість мешканців | Кількість мешканців |
| ------------------- | ------------------- | ------------------- | ------------------- | ------------------- | ------------------- | ------------------- | ------------------- | ------------------- | ------------------- | ------------------- | ------------------- | ------------------- | ------------------- | ------------------- |
| 1864                | 1878                | 1890                | 1900                | 1911                | 1920                | 1930                | 1940                | 1950                | 1960                | 1970                | 1981                | 1991                | 2001                | 2011                |
| 636                 | 815                 | 1 012               | 1 166               | 1 288               | 1 554               | 1 576               | 1 814               | 1 863               | 1 898               | 1 708               | 1 719               | 1 418               | 1 390               | 1 288               |